# Cotton Comes to Harlem
Cotton Comes to Harlem é um filme estadunidense de 1970, do gênero blaxploitation, dirigido por Ossie Davis, e baseado em romance homônimo de Chester Himes. 
A canção tema "Ain't Now But It's Gonna Be" foi escrita por Ossie Davies e interpretada pela cantora Melba Moore.   

## Elenco
- Godfrey Cambridge .... coveiro Jones
- Raymond St. Jacques .... Ed Johnson
- Calvin Lockhart .... Reverendo Deke O'Malley
- Judy Pace .... Iris
- Redd Foxx .... Tio Bud / Washington Sims
- Emily Yancy .... Mabel
- John Anderson .... Bryce
- Lou Jacobi .... Goodman
- Eugene Roche .... Anderson
- J.D. Cannon .... Calhoun
- Mabel Robinson .... Billie
- Dick Sabol .... Jarema
- Cleavon Little .... Lo Boy
- Theodore Wilson .... Barry